# Матлалкуейтъл
Матлалкуейтъл (на испански: Matlalcueitl, също Ла Малинче на името на преводачката на Ернан Кортес) е името на спящ (последно изригване преди 3100 години) стратовулкан в Мексико и по-точно в щата Тласкала с височина 4464 метра, където се вярва, че живее богинята на дъжда. Матлалакуейтъл е шестата по височина планина от Трансмексиканския вулканичен пояс. Много хора погрешно поставят Матлалкуейтъл на 5-о място по височина, но забравят да включат Сиера Негра.